# Снежна чинка
Снежната чинка (Montifringilla nivalis) е вид дребна птица от семейство Врабчови (Passeridae).

## Разпространение
Видът е разпространен от Централна Азия до Западен Китай, както и в планините на Южна Европа на надморска височина над 1500 метра.
Среща се и в България.